# Paracyatholaimus lewisi
Paracyatholaimus lewisi is een rondwormensoort uit de familie van de Cyatholaimidae. De wetenschappelijke naam van de soort is voor het eerst geldig gepubliceerd in 1985 door Coomans, Vincx & Decraemer.